# Sergio Bonelli Editore
Sergio Bonelli Editore S.p.a., talijanska izdavačka kuća sa sjedištem u Milanu, poznata po mnogobrojnim strip izdanjima. Tvrtku je 1940. godine utemeljio Gian Luigi Bonelli pod imenom Edizioni Audace, nakon što ju je otkupio od izdavača Lotarija Vecchija. Najpoznatije izdanje u to vrijeme bio je strip Tex Willer.
Kompaniju 1960-ih godina preuzima njegov sin Sergio i mijenja joj ime u Edizioni Araldo. Kasnije je ime izdavačke kuće mijenjano još nekoliko puta (Cepim, Daim Press i Altamira) da bi se naposljetku ustalilo sadašnje.

## Izdanja
- Tex Willer (1948.-)
- Kit Teller (Mali rendžer) (1958. – 1985.)
- Zagor (1961.-)
- Alan Mistero (1965.)
- Komandant Mark (1966. – 1990.)
- Story of the West (1967.)
- The Protagonists (1974. – 1975.)
- Mister No (1975. – 2006.)
- Akim (1976. – 1980.)
- A Man, an Adventure (1976. – 1980.)
- Ken Parker (1977. – 1984.)
- Judas (1979. – 1980.)
- Martin Mystère (1982.-)
- Gil (1982. – 1983.)
- Bella & Bronco (1984.)
- Dylan Dog (1986.-)
- Nick Raider (1988. – 2005.)
- Nathan Never (1991.-)
- Zona X (1992. – 1999.)
- Almanacs Series (1993.-)
- Legs Weaver (1995. – 2005.)
- Magico Vento (1997.-)
- Napoleone (1997.)
- Brendon (1998.-)
- Julia (1998.-)
- Jonathan Steele (1999. – 2004.)
- Gea (1999. – 2005.)
- Dampyr (2000.-)
- Leo Pulp (2001.-)
- Gregory Hunter (2001. – 2002.)
- Brad Barron (2005. – 2006.)
- Demian (2006. – 2007.)
- Volto Nascosto (2008. – 2009.)
- Jan Dix (2008. – 2010.)
- Lilith (2008.-)
- Caravan (2009. – 2010.)
- Greystorm (2009. – 2010.)
- Cassidy (2010. – 2011.)
- Dragonero (2013.-)
- Odessa (2019.-)